# Изгибаемый многогранник

Многогранник Штеффена

Изгибаемый многогранник (также непрерывно изгибаемый, нежёсткий) — многогранник (точнее — многогранная поверхность), чью пространственную форму можно изменить непрерывной во времени деформацией, при которой каждая грань не изменяет своих размеров (то есть движется как твёрдое тело), а деформация осуществляется только за счёт непрерывного изменения двугранных углов.
Такая деформация называется непрерывным изгибанием многогранника.

## Примеры
- Первые примеры изгибаемых многогранников были построены бельгийским инженером и математиком Раулем Брикаром в 1897 году[2]. Сейчас их называют октаэдрами Брикара. Они не только невыпуклые, но и имеют самопересечения, что не позволяет построить их движущуюся картонную модель.

- В 1976 году американский математик Роберт Коннелли впервые построил изгибаемый многогранник без самопересечений[3].

- Из всех известных на сегодняшний день изгибаемых многогранников без самопересечений наименьшее число вершин (девять) имеет многогранник, построенный немецким математиком Клаусом Штеффеном[нем.][4]. Многогранник Штеффена можно легко вырезать из бумаги (см. статью).

- Известны примеры изгибаемых многогранников, являющихся реализациями тора[5] или бутылки Клейна или вообще двумерной поверхности любого топологического рода.

Изгибаемый октаэдр Брикара первого типа
Изгибаемый октаэдр Брикара второго типа
Изгибаемый многогранник Штеффена
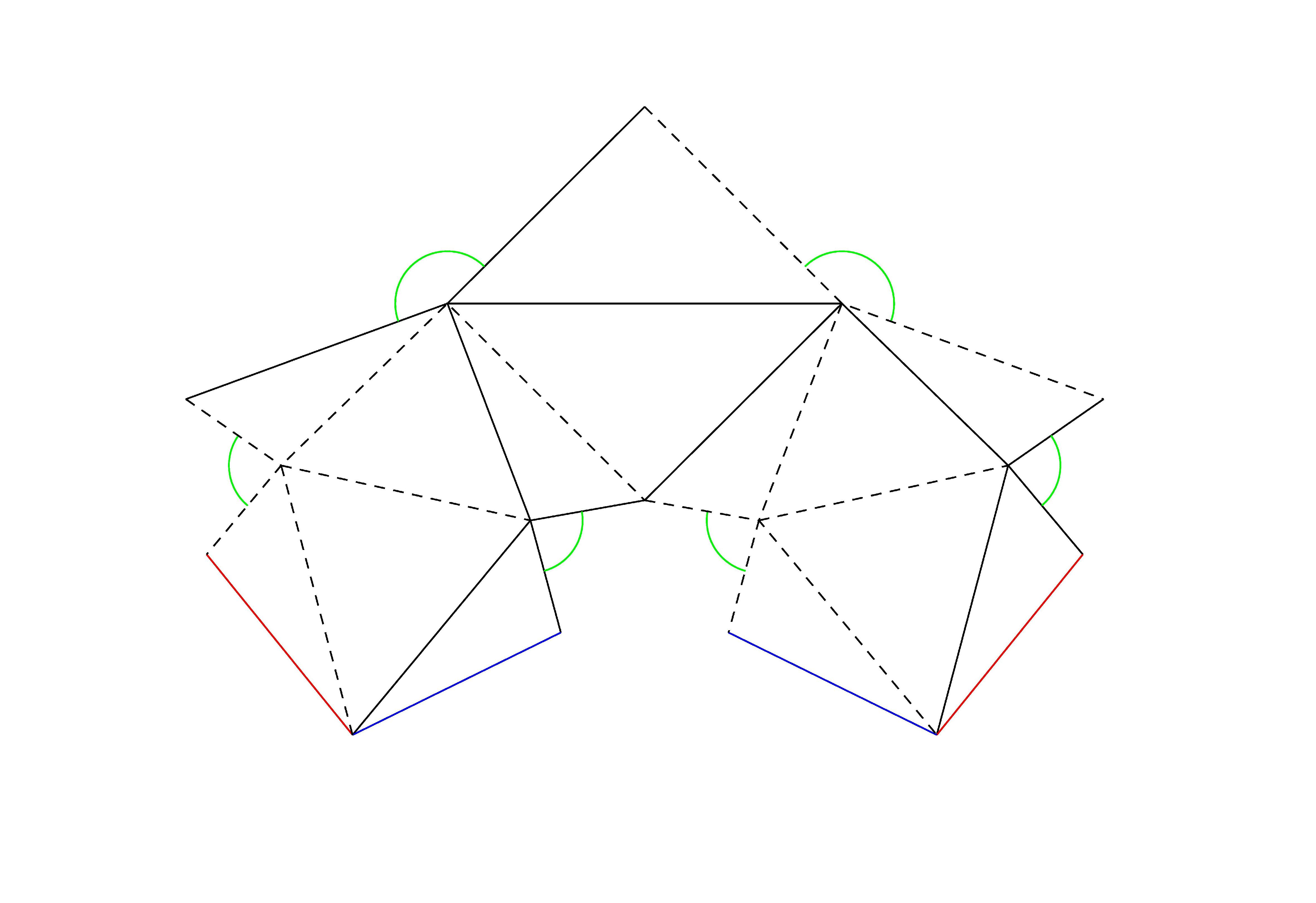
Развёртка изгибаемого многогранника Штеффена

## Свойства
В теории изгибаемых многогранников известно немало красивых и нетривиальных утверждений. Ниже приведены наиболее важные из установленных на сегодня фактов:
- Все выпуклые многогранники жёсткие. Это немедленно вытекает из теоремы Коши об однозначной определённости выпуклого многогранника, доказанной в 1813 году.

- Из формулы Шлефли следует, что любой изгибаемый многогранник в процессе изгибания сохраняет так называемую интегральную среднюю кривизну, то есть число, равное {\displaystyle \sum _{\ell }|\ell |(\pi -\alpha (\ell ))}, где {\displaystyle |\ell |} — длина ребра {\displaystyle \ell }, {\displaystyle \alpha (\ell )} — величина внутреннего двугранного угла при ребре {\displaystyle \ell }, а сумма перебирает все рёбра многогранника[6].

- Теорема Сабитова: любой изгибаемый многогранник в процессе изгибания сохраняет свой объём, то есть он будет изгибаться, даже если его заполнить несжимаемой жидкостью[7].

- В 2012 году, А. Гайфуллиным доказан многомерный аналог теоремы Сабитова — любой изгибаемый многогранник в размерности {\displaystyle n\geqslant 4} в процессе изгибания сохраняет свой объём.[8]

## Вариации и обобщения
Всё сказанное выше относилось к многогранникам в трёхмерном евклидовом пространстве. Однако данное выше определение изгибаемого многогранника примени́мо и к многомерным пространствам и к неевклидовым пространствам, таким как сферическое пространство и пространство Лобачевского. Для них также известны как нетривиальные теоремы, так и открытые вопросы. Например:
- Изгибаемые многогранники существуют во всех размерностях, как в евклидовом пространстве, так и в сферическом и в геометрии Лобачевского. Примеры аналогов изгибаемых октаэдров Брикара в трёхмерной сфере {\displaystyle S^{3}} и в пространстве Лобачевского {\displaystyle \Lambda ^{3}} были построены Штахелем. Первый пример изгибаемого самопересекающегося четырёхмерного многогранника был построен А. Вальц. Наконец, примеры изгибаемых многогранников во всех размерностях и во всех трёх геометриях (евклидовой, сферической, Лобачевского) были построены Гайфуллиным.[9][10]

- В сферическом пространстве любой размерности существует изгибаемый многогранник, объём которого непостоянен в процессе изгибания. Пример такого самопересекающегося многогранника в размерности 3 был построен в 1997 году Александровым[11], а пример несамопересекающегося многогранника в сферическом пространстве любой размерности — А. А. Гайфуллиным в его работе 2015 года[12]. Напротив, в трёхмерном пространстве Лобачевского, и вообще в пространстве Лобачевского любой нечётной размерности, объём изгибаемого многогранника обязан сохраняться (так же, как и в евклидовом случае).[13][14].

## Открытые вопросы
- Верно ли, что многогранник Штеффена имеет наименьшее число вершин среди всех изгибаемых многогранников, не имеющих самопересечений[15];

- Верно ли, что если один многогранник, не имеющий самопересечений, получен из другого многогранника, который также не имеет самопересечений, непрерывным изгибанием, то эти многогранники равносоставлены, то есть первый можно разбить на конечное число тетраэдров, каждый из этих тетраэдров независимо от других можно передвинуть в пространстве и получить разбиение второго многогранника[16].

- В размерностях, начиная с 4, неизвестно, существуют ли изгибаемые несамопересекающиеся многогранники.[13]

- Неизвестно, имеет ли место теорема о кузнечных мехах (должен ли сохраняться объём при изгибании) в пространствах Лобачевского чётной размерности (4, 6,…).[13]

## Популярная литература
- В. А. Александров, Изгибаемые многогранные поверхности, Соросовский образовательный журнал. 1997. No. 5. С. 112—117. Та же статья переиздана в книге под редакцией В. Н. Сойфера и Ю. П. Соловьёва: Современное естествознание. Энциклопедия. Т. 3: Математика и механика М.: Наука, М.: Флинта, 2000. ISBN 5-02-004299-4.
- М. Берже, Геометрия. М.: Мир, 1984. Т. 1. С. 516—517.
- В. А. Залгаллер, Непрерывно изгибаемый многогранник, Квант. 1978. No. 9. С. 13—19.
- А. И. Медяник, Модель многогранника Коннелли, Квант. 1979. No. 7. С. 39. (Обратите внимание, что развёртка многогранника Коннелли дана в том же выпуске журнала на оборотной стороне обложки.)
- И.Х. Сабитов,. Объёмы многогранников. — М.:МЦНМО, 2002. — 32 с.
- Дэвид А. Кларнер. Математический цветник. Сборник статей и задач = The Mathematical Gardner / Пер. с англ. Ю. А. Данилова; под ред., с предисл. и прилож. И. М. Яглома. — М.: Мир, 1983. — С. 105—117. — 494 с.
- Лекция 25 в Табачников С.Л.. Фукс Д.Б. Математический дивертисмент. — МЦНМО, 2011. — 512 с. — 2000 экз. — ISBN 978-5-94057-731-7.
- Фильм «Изгибаемые многогранники», сайт Математические этюды
- Актуальная математика: Изгибаемые многогранники на YouTube

## Научная литература
- В. А. Александров, Новый пример изгибаемого многогранника, Сиб. мат. журн. 1995. Т. 36, No 6. С. 1215—1224.
- Н. Х. Кёйпер, Изгибаемые полиэдральные сферы в {\displaystyle E^{3}}, по Роберту Коннелли, в кн. под ред. А. Н. Колмогорова и С. П. Новикова: Исследования по метрической теории поверхностей. М.: Мир. 1980. С. 210—227.
- P. Коннелли, Об одном подходе к проблеме неизгибаемости. Там же. С. 164—209.
- Р. Коннелли, Некоторые предположения и нерешённые вопросы в теории изгибаний. Там же. С. 228—238.
- И. Г. Максимов, Неизгибаемые многогранники с малым количеством вершин, Фундам. прикл. матем. 2006. Т. 12, No. 1. С. 143—165.
- С. Н. Михалёв, Некоторые необходимые метрические условия изгибаемости подвесок, Вестник МГУ, Сер. I, 2001, No. 3, 15—21.
- И. Х. Сабитов, Объём многогранника как функция его метрики, Фундам. прикл. матем. 1996. Т. 2, No. 4. С. 1235—1246.
- И. Х. Сабитов, Обобщённая формула Герона — Тарталья и некоторые её следствия, Матем. сб. 1998. Т. 189, No. 10. С. 105—134.